# Конге, Александр Александрович
Алекса́ндр Алекса́ндрович Ко́нге (28 мая [9 июня] 1891, Санкт-Петербург — 17 июля 1916, Витониж, ныне Волынская область Украины) — русский поэт Серебряного века, близкий к петербургскому кругу символистов и акмеистов, посещавший собрания «Цеха поэтов», во время войны — подпоручик лейб-гвардии Павловского полка. Погиб во втором Ковельском сражении, посмертно награжден Георгиевским оружием.

## Биография
Александр Конге родился в Санкт-Петербурге, его предки (фамилия Конке) были выходцами из Дании и поселились в столице ещё в петровские времена. Кроме Александра, в семье было ещё двое детей, младший брат и младшая сестра.
Стихи начал писать очень рано, в первые годы главным поэтическим ориентиром и предметом подражания был Александр Блок. Вероятно, творчество молодого студента вызвало сочувствие у Блока и он принял участие в начале его литературной судьбы. В начале 1911 года П. В. Безобразов направил Александру Блоку рекомендательное письмо по поводу Александра Конге, в котором просил проявить отдельное внимание к «молодому певцу, который, говорят, Вам подражает».
Первой публикацией стало несколько стихов Конге, отобранных Владимиром Нарбутом для отдела поэзии студенческого журнала «Gaudeamus», где Конге оказался в контексте таких начинающих поэтов как Анна Ахматова, Георгий Иванов, Алексей Скалдин и Владимир Княжнин. В это время Александр Конге учился на экономическом отделении Санкт-Петербургского политехнического института.
В 1911 году Конге познакомился с Михаилом Долиновым, своим младшим сверстником, который стал его ближайшим другом и «литературным близнецом». Между тем, характеры у этих «близнецов» были очень разные. И если Конге более тяготел к творчеству, то в интересах Долинова преобладало общение, участие в разных группах и составление прожектов или интриг, нередко сомнительного или провокационного качества. Вскоре после знакомства, в 1912 году два молодых автора опубликовали совместный стихотворный сборник «Пленные голоса. Стихи А. Конге и М. Долинова», после которого их имена регулярно упоминались вместе. В сборник вошли два небольших цикла стихов. Первым значились «Цветы в тумане» А. Конге, а вторым — «Струнные напевы» М. Долинова Один из экземпляров книги авторы торжественно отправили Брюсову с дарственной надписью «от маленьких поэтов»). Другой экземпляр был преподнесён Николаю Гумилёву, лично. Надпись от авторов была значительно проще: «Глубокоуважаемому Николаю Степановичу Гумилёву. М. Долинов, А. Конге». Отзыв Гумилёва на поэзию Михаила Долинова был достаточно сдержанным и в чём-то сходным с более поздним, блоковским. Подчеркнув очевидную вторичность творчества молодого поэта, он попутно заметил, однако, что поэт имеет «определённую культуру стиха». Отношение к творчеству Конге у Гумилёва было значительно более доброжелательным.
Бессильный вечер в переплёте

Венецианского окна.

Вы обе надо мной поёте,

Две тени: ты и тишина.
1914 год
Василий Гиппиус в своей рецензии на сборник стихов «Пленные голоса» отметил влияние поэзии Блока на Александра Конге. Между тем, сам Александр Блок к творчеству Долинова относился значительно более прохладно, чем к стихам Конге. Известна его ярко-скептическая характеристика, выданная Долинову семью годами позже, уже после гибели Конге. Излишне туманное и «слегка увечное» название совместного сборника двух поэтов, вполне вписывавшееся в контекст многочисленных продолжателей и подражателей русского символизма, неоднократно становилось предметом шуток и пародий. Как писал о подобной манере называть книги Саша Чёрный: «Для сборников стихов предпочтительнее что-нибудь узывное и тугопонятное: “Пусть лилии молчат”, “Филь”, “Арфы из шарфов” или “Шарфы из арф” (по вкусу)».
Более чем сухо откликнулся на сборник «Пленные голоса» Валерий Брюсов, получивший от поэтов экземпляр книги с дарственной надписью («от маленьких поэтов»). Его рецензия состояла всего из трёх фраз, в целом, согласных с тем, что написали сами авторы на титульном листе его экземпляра.

А. Кондратьев вступительной статьёй, представляет читателям двух дебютантов: Г. Конге и Г. Долинова, и видит в их стихах «подаренные музой цветки». Цветки эти, однако, весьма скромные, и никому не трудно набрать большие букеты таких же. Будем, впрочем, верить, что г. Кондратьев, ближе знающий начинающих поэтов, подметил в них <какие-то особенные> силы, в их стихах ещё не выразившиеся.— В. Брюсов, сборник «Пленные голоса. Стихи А. Конге и М. Долинова», 1911
В начале 1913 года Долинов и Конге близко сошлись с Б. А. Садовским и его окружением, в котором на тот момент активно доминировал Александр Тиняков. Вместе они задумывают прожект издания полемического альманаха или журнала «Галатея», ставившего себя особняком против остальной литературы, прежде всего, против группы акмеистов. В составе участников значились, прежде всего, Садовской и Тиняков, а также Александр Рославлев, с которым в марте 1913 года Конге регулярно общался по делам «Галатеи», Иван Рукавишников, Владимир Юнгер, которого Долинов двумя годами спустя назвал своим «другом и братом по лире», Александр Коноплянцев и Владислав Ходасевич. Не прошло и месяца, как между участниками начались личные конфликты и всё дело расстроилось. Немалую роль в этом сыграл Михаил Долинов, взявший на себя роль литературного секретаря при Садовском и, как следствие, будущей редакции альманаха. Конкуренция за лидерство (право определять авторов и состав альманаха) между Долиновым и Тиняковым привела к тому, что уже 24 марта 1913 года Садовской категорически отказался от участия в «Галатее», после чего прожект альманаха умер сам собой.
Несмотря на короткую и крайне неудачную историю сотрудничества с Михаилом Долиновым, Борис Садовской сохранил очень хорошее, почти восторженное отношение к Александру Конге, вероятно, усилившееся после его гибели на фронте. Спустя три с небольшим года он вспоминал:

А. А. Конге, юный студент, изумлял стихийной силой таланта. Конге был до мозга костей петербуржец; здесь он родился и здесь провёл свою короткую жизнь. Ему так и не удалось побывать в Москве. Любимым его писателем был Достоевский в ранних вещах. Вне Петербурга Конге немыслим. Потомок датского выходца Конке, еще петровских времен, он являл чистый северный тип развалистого, слегка неуклюжего, блондина с бледными глазами. Летом любил собирать пауков и держал их в стеклянных банках.— Борис Садовской, Записки (1916 г.)
В конце 1913 года с подачи Владимира Нарбута и после случайного знакомства с Николаем Гумилёвым, состоявшегося 29 октября 1913 года на «Вечере современной поэзии» в «Бродячей собаке», Александр Конге посетил несколько заседаний «Цеха поэтов». Во время традиционных цеховых «поэтических разборов» отдельные строки Конге были особо отмечены Гумилёвым как удачные. В 1912-1913 годах небольшие подборки стихов Александра Конге были опубликованы также в журналах «Северные записки» и в «Свободном журнале».
Как будто сердце укололось

О крылья пролетавших лет.
Любопытно, что первоначальное знакомство с Николаем Гумилёвым произошло на почве неудачной попытки последнего «отбить» у Александра Конге его интимную подругу, которой Гумилёв посвятил (и прочитал вслух за столиком кафе) эротическое стихотворение в традиционных для него африканских тонах. Как описывал это событие сам Конге 3 ноября 1913 года в письме Садовскому, «автор стихотворения (впрочем, неплохого) идёт где-то в пустыне и декламирует, обращаясь “к ней”, что он видит её во сне каждую ночь, что в пустыне этой несчётные горы, “как твои молодые груди”, что путь его труден, но он надеется на свои силы: “Клянусь, ты будешь моей, даже если любишь другого” и т.д.» — Этой подругой Александра Конге была Мариэтта Шагинян. Спустя несколько дней Конге сочинил и прочитал на «Вечере современной поэзии» в «Бродячей собаке» свой ответ Гумилёву, носивший, отчасти, пародийный характер, и начинавшийся со слов «Мой соперник, в любви бесплодной...» — В тексте стихотворения, между прочим, содержался недвусмысленный намёк на возможную дуэль, которая, разумеется, не состоялась.
Вскоре после начала Первой мировой войны Александр Конге был мобилизован. Благодаря связям отца, он попал в лейб-гвардии Павловский полк под начало генерала Искрицкого и первое время находился в Петербурге на казарменном положении. С осложнением оперативной ситуации в 1915 году гвардейский полк был отправлен на фронт. Один раз в 1916 году Александр приезжал с фронта домой в отпуск. 17 июля 1916 года Александр Конге погиб во Втором Ковельском сражении «геройской смертью», как было написано на похоронном венке в его честь. Незадолго до падения монархии, 14 февраля 1917 г., посмертно награждён Георгиевским оружием одним из последних указов Николая II. В приказе подробно описывались обстоятельства гибели подпоручика Конге:

за то, что будучи в чине Подпоручика, в бою за переправу через р. Стоход у д. Витонеж 17-го Июля 1916 года, командуя 16-й ротой, увлек за собою людей роты в атаку, являя пример неустрашимости и высокой доблести, под ураганным артиллерийским и пулеметным огнем противника. Дойдя до окопов, бросился с ротой в штыки и, взяв две линии окопов, был убит, запечатлев своею смертью содеянный им подвиг
Запаянный цинковый гроб с его телом был привезён в Петербург, панихида состоялась в зале казарменной церкви во дворе Павловского полка на Марсовом поле.

В зале с белыми колоннами и хорами горела паникадилом электрическая люстра, и под ней на высоких помостах стояли четыре цинковых закрытых гроба с изваяниями почётного офицерского караула. У крайнего справа гроба припала щекой к цинковому углу немолодая уже женщина в крепе – мать. Седой отец в чёрном сюртуке и двое детей, мальчик и девочка, с испуганными, не по-детски серьёзными личиками, держат в руках зажжённые восковые свечи. Старший брат Саша, на которого они смотрели с таким обожанием, недавно только приезжал с фронта и, смеясь, подбрасывал их на руках к потолку, и вот он вернулся назад, – говорят, он спрятался зачем-то в этом большом серебряном ящике. На крышке гроба – офицерская фуражка и шашка, а на длинной траурной ленте от металлического с фарфоровыми цветами венка золотится надпись: „Товарищи по полку… павшему геройской смертью… подпоручику… Александру Александровичу Конге“.— Михаил Зенкевич, «Мужицкий сфинкс», 1928